# Passamaïnty
 (septembre 2018).
Si vous disposez d'ouvrages ou d'articles de référence ou si vous connaissez des sites web de qualité traitant du thème abordé ici, merci de compléter l'article en donnant les références utiles à sa vérifiabilité et en les liant à la section « Notes et références ».
Passamaïnty ou Passamainti est un village (qui n'est pas une commune, au sens de l'INSEE et n'a pas d'existence juridique) au sud de la commune de Mamoudzou, situé sur l'ile de Mayotte. En venant de Mamoudzou, la route nationale passe par Mtsapéré en passant par le quartier de Doujani, puis rejoint Passamaïnty. C'est le canton de Mamoudzou-1 (comprenant aussi les villages de Vahibé et Tsoundzou I et II).

## Géographie

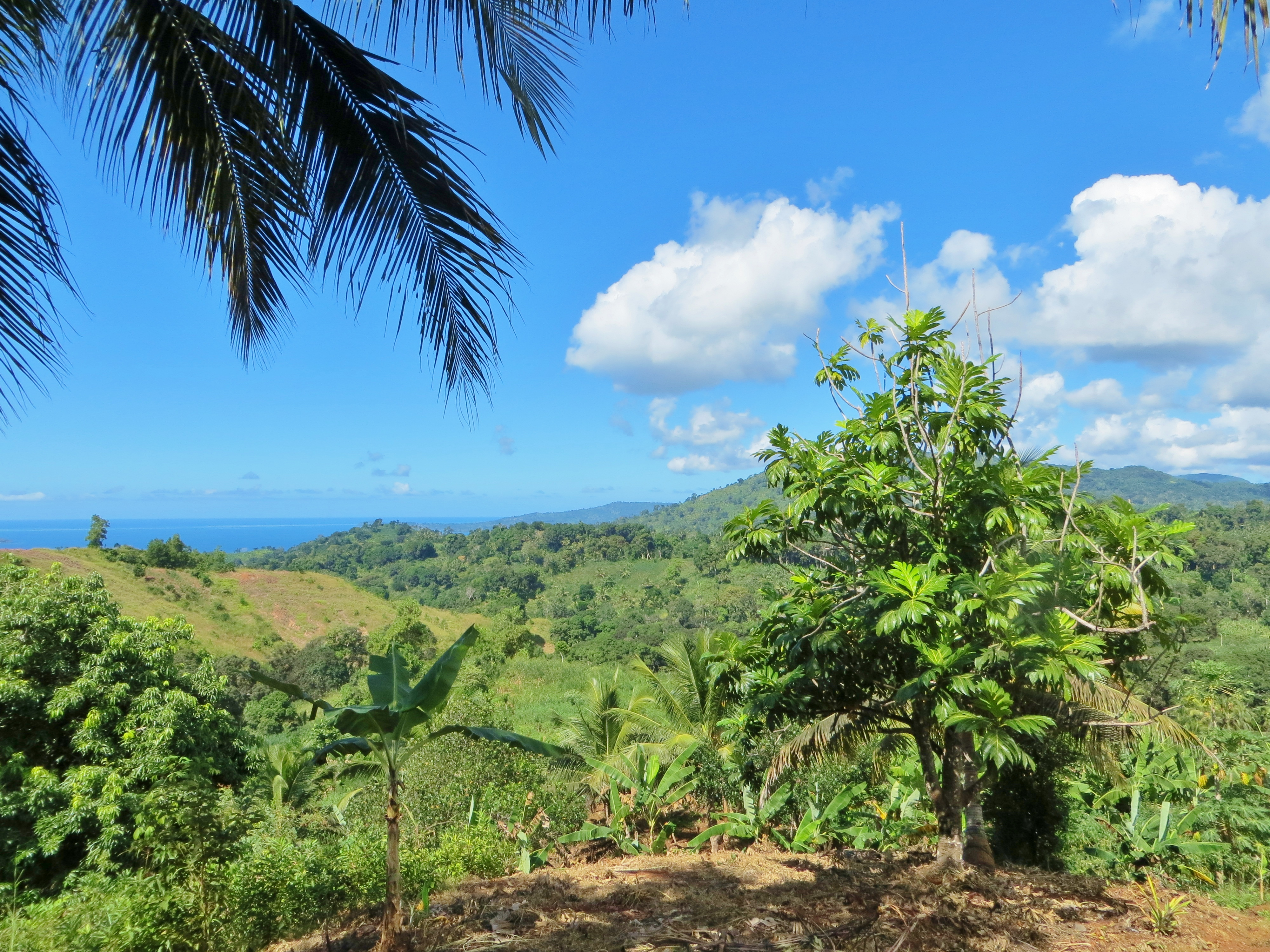
Paysage agricole des hauteurs de Vahibé.

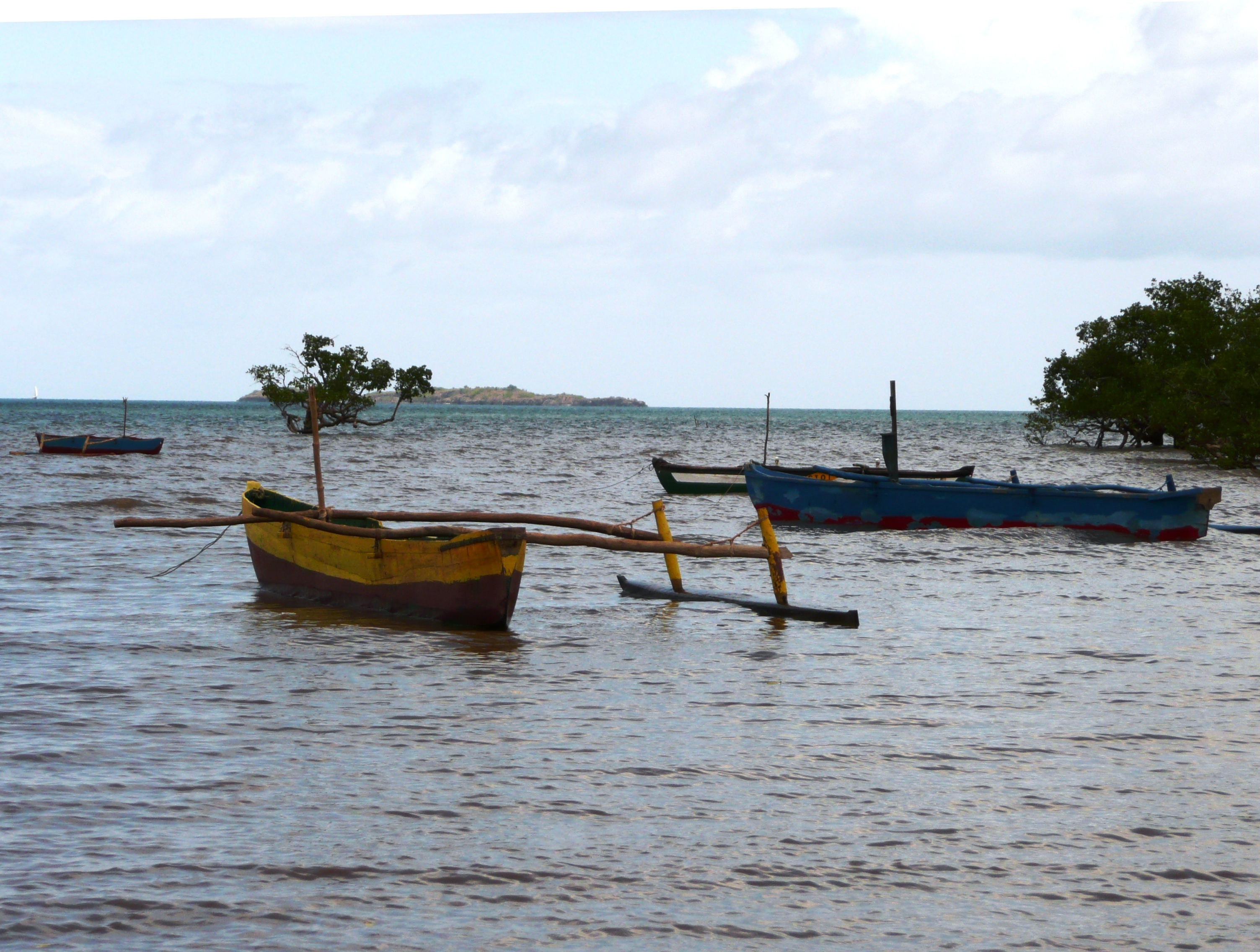
Bateaux de pêche à Passamaïnty.

La ville de Passamaïnty est située en Grande-Terre face à l'îlot Mbouzi. Elle est à cheval entre un relief montagneux et le littoral.
Passamaïnty est composé de cinq quartiers principaux (historiques) : Gnambotiti (Mlimani et Maridrini), Msakouani, Kavani-Be, Kavani et Baïtilmali.

### Géologie et relief
Situé en bord de mer, l'est du village est formé par une bande littorale et de plaine. Le centre et l'ouest de Mamoudzou sont vallonnés ou montagneux, ponctués par les vallées des différentes rivières la traversant, dans le sens ouest-est. Le point culminant de la commune se trouve au mont Tsapéré, à 572 m.
Passamaïnty est situé dans une zone sismique.

### Climat
Passamaïnty jouit d'un climat tropical de type Aw selon la classification de Köppen, avec une température moyenne annuelle de 25,9 °C et des précipitations d'environ 1 217 mm par an, plus faibles en hiver qu'en été.

#### Réseau routier
Le réseau routier est essentiellement concentré sur la bordure littorale, la plus habitée, Mamoudzou étant accessible par la RN 2, route principale nord-sud de l'île. Depuis la ville de Passamaïnty, la RD 3 permet de traverser l'île, vers l'ouest, et de rejoindre la ville de Tsingoni via le village de Vahibé.
|        | Mtsapéré    | Mamoudzou           |
| Vahibé | Passamaïnty | Chissioua Mbouzi    |
|        | Tsoundzou   | Canal du Mozambique |

## Toponyme
Maïnty est un terme sakalave qui signifie « noir ».

## Histoire
Baïtilmali est le dernier né des cinq grands quartiers de Passamaïnty. Ce quartier est issu du processus de décasement initié dans les années 1990 en vue du désenclavement du village : construction d’infrastructures routières au sein du village, déplacement d’un pan entier du village de la côte vers la plaine. De l’entrée à la sortie du village de Passamaïnty, toute la côte était une zone habitée : l’ancien village. 
D’autres quartiers (Onzevillas, Bangali, Tanafou et Rivière des manguiers) se sont agrégés au fur et à mesure des nouvelles constructions, surtout celles de la Société immobilière de Mayotte (SIM) : ces dernières ont la particularité de n’accueillir presque que des fonctionnaires mutés à Mayotte. Mais de plus en plus de Mahorais ayant les revenus nécessaires s’y installent également. Ces quartiers sont communément appelés « les quartiers Mzungu » ou les « Mzunguland » à cause du profil de ses habitants, mais aussi la qualité du logement qui correspond aux standards européens.

## Population et société

### Démographie
| 1997  | 2002  | 2007  | 2012 | 2017  |
| ----- | ----- | ----- | ---- | ----- |
| 5 173 | 6 008 | 7 086 | -    | 8 430 |

### Enseignement
Sous l'égide du Rectorat de Mayotte , l'offre d’enseignement à Passamaïnty permet de suivre sa scolarité de l'école maternelle au collège. Le secteur public met à disposition de la population de nombreuses écoles maternelles, primaires ainsi qu'un collège. 
La ville compte une médiathèque municipale, trois groupes scolaires et un collège : 
| primaires et maternelles                                                                                                 | collège                  |
| --- | ------------------------ |
| - Groupe Scolaire Passamaïnty I Village - Groupe Scolaire Passamaïnty II Stade - Groupe Scolaire Passamaïnty III Mhogoni | - Collège de Passamaïnty |

### Santé
Le Centre hospitalier de Mayotte se trouve à Mamoudzou.
Sur place, Passamaïnty est doté d'un centre de consultations (ex-dispensaire) et d'une pharmacie.

### Sport
Une panoplie d’associations sportives y est représentée, mais pendant longtemps c’est l'AS Rosador qui a dominé tout le paysage sportif du village : football, handball, volley ball, basketball, regroupant l’ensemble du mouvement sportif du village.
L’équipe de handball, emmenée entre autres par Haïrou (l'actuel Président de la ligue de Handball de Mayotte), Pecto, Siradji, a été à plusieurs reprises champion de Mayotte .
L’équipe de football, emmenés à l'époque par Badaou, Steve, Nanou, Dayé, Badé, Taco, Houdouna, Nourdine, parmi les plus emblématiques, a dominé sans partage le football mahorais pendant plusieurs décennies, en remportant plusieurs fois le championnat de Mayotte de football, dont elle détient toujours le record aujourd'hui, plus la coupe de France régionale et la coupe de Mayotte.

### Cultes

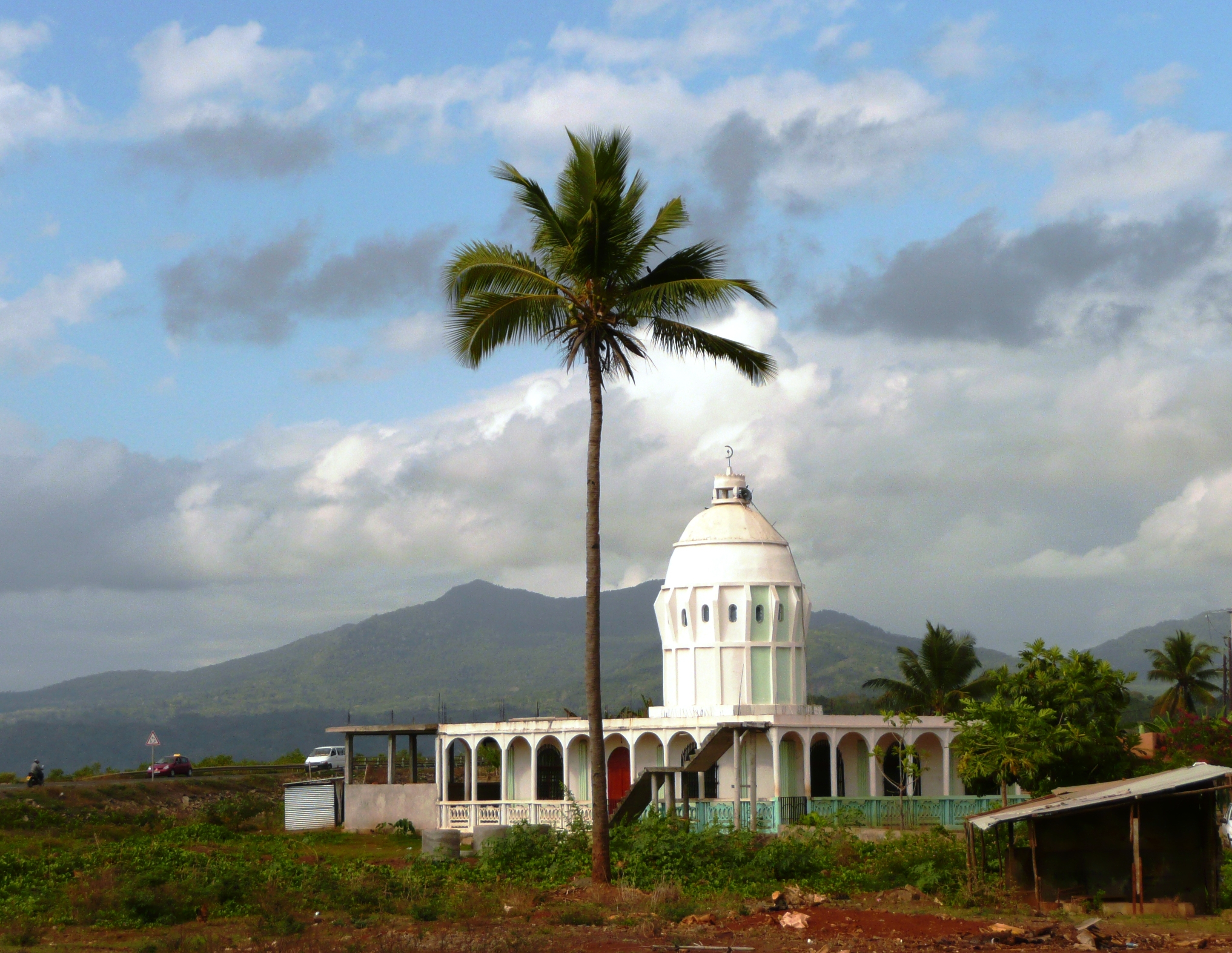
Mosquée de Passamaïnty.

Passamaïnty compte plusieurs mosquées.
- Mosquée de Passamaïnty
- Mosquée Jûm’a
- Mosquée Nord
- Mosquée de Vendredi
- Mosquée de Baïtimali
- Association Mosquée de Mitsangani Passamaïnty

### Ethnies et religions
Les musulmans de Mayotte sont aussi animistes, une différence fondamentale d'autres régions musulmanes dans le monde, où l’animisme n’est pas toujours accepté. L’animisme est donc beaucoup pratiqué à Mronibaraka. C’est la croyance en une âme, une force vitale, animant les êtres vivants, parfois les objets mais aussi les éléments naturels, comme les eaux, les pierres, le vent etc. Ces âmes ou ces esprits mystiques, manifestations de défunts, peuvent agir sur le monde tangible, de manière bénéfique ou non. On ne leur voue pas un culte quotidien, mais c'est par un acte cultuel - à un moment précis, une date précise, une occasion précise - que l'on fait appel à ces esprits. Mronibaraka est traversé par une petite rivière où se baignent, se lavent, ceux qui sont en pleine procession animiste. Cet endroit a toujours fasciné, par son isolement dans la mangrove, mais surtout par les cultes qui s’y déroulent. Endroit craint, par peur de ces esprits mystiques, où la légende veut que ces derniers sont capables d'envahir ou de transformer l’esprit des humains, surtout les jeunes enfants.

## Personnalités liées à la commune
- El Fardou Ben Nabouhane, footballeur international professionnel à Étoile rouge de Belgrade (football)
- Tava Colo, « supercentenaire » née en 1902, doyenne des Français pendant plusieurs années, candidate au titre de doyenne de l'humanité, et décédée dans la même ville le 1er mai 2021 (à 118 ans)[15].